# Brabantse Ardennen

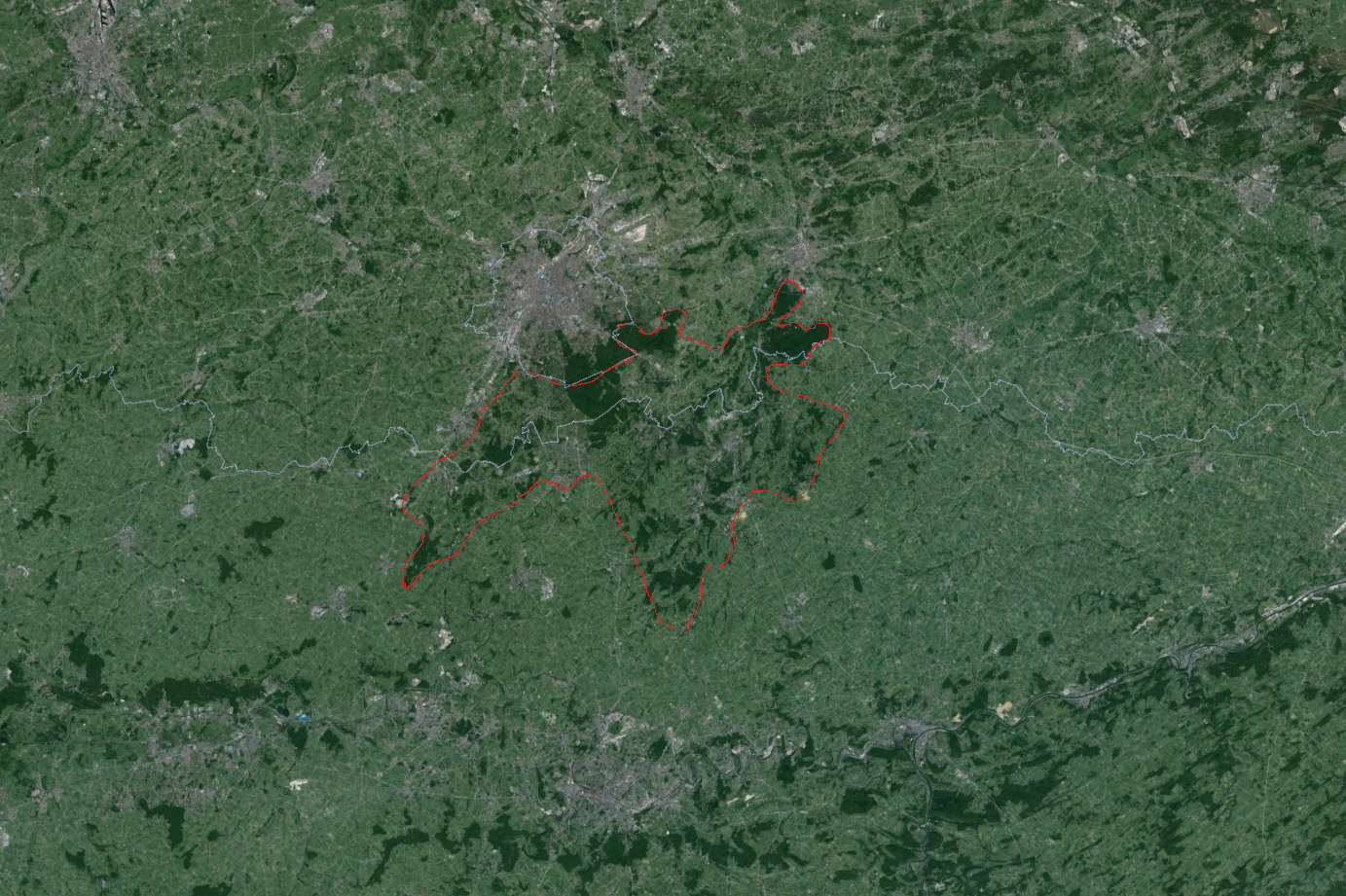
Regio "Brabantse Ardennen" op satellietbeeld

De Brabantse Ardennen is een geografische regio die door verschillende instanties anders wordt gedefinieerd.

## Traditionele landschapseenheid in Vlaams-Brabant

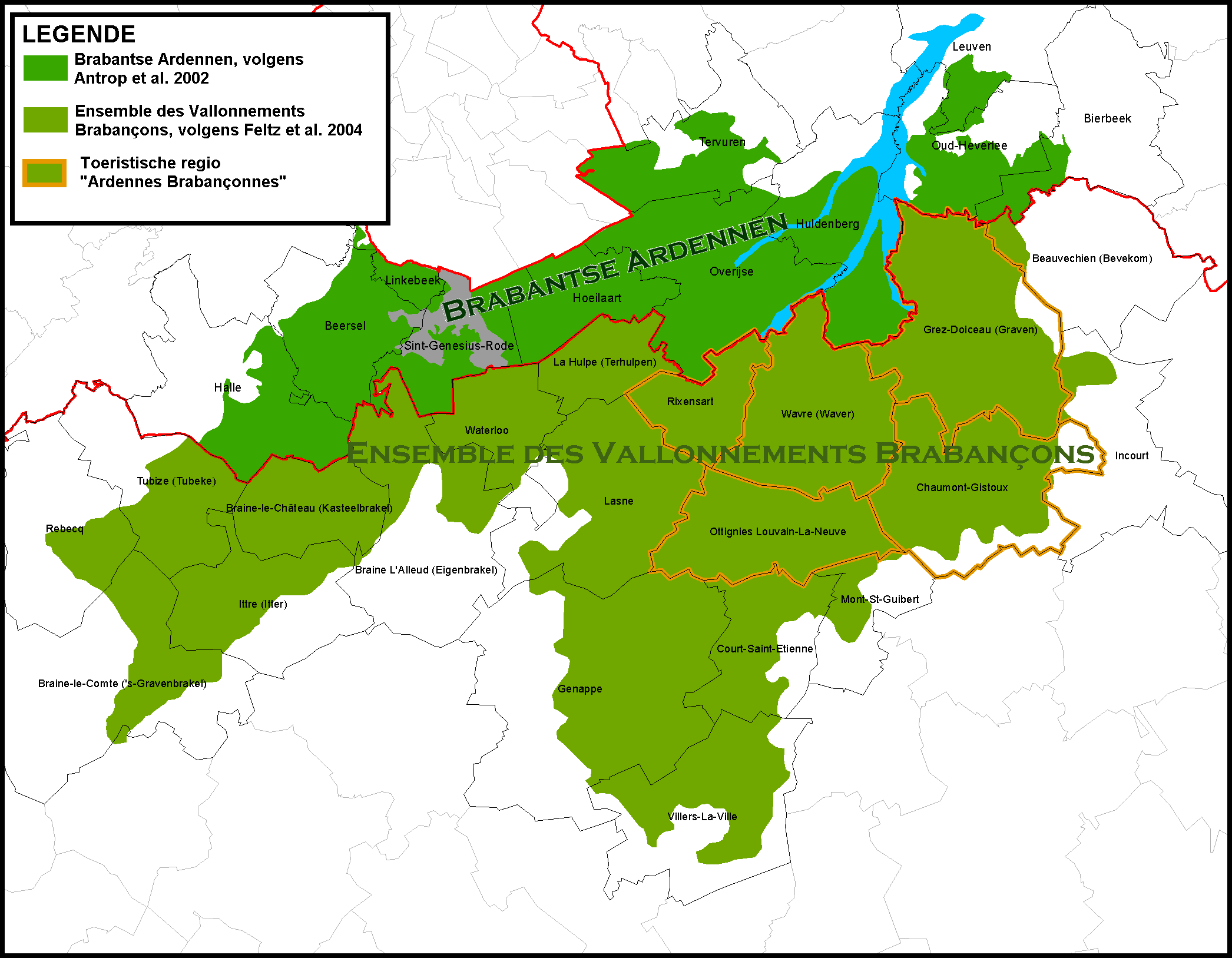
Landschapseenheid Brabantse Ardennen - Ensemble des Vallonnements Brabançons

Een eerste definitie komt van de vakgroep Geografie aan de Universiteit Gent onder leiding van Marc Antrop, waarbij de regio "Brabantse Ardennen" het zuidelijke deel vormt van de Vlaams-Brabantse Leemstreek (met als noordelijk deel het Land van Bertem-Kortenberg). Deze definitie is strikt geografisch en is niet gebonden aan administratieve of politieke grenzen. De streek wordt immers gedefinieerd door een aantal regionale landschapselementen. Zo wordt de "structuurdragende matrix" van de streek omschreven als "golvende topografie en valleien, boscomplexen met hoogstammige bomen (Hallerbos, Zoniënwoud, Meerdaalwoud) en verstedelijkt weefsel", hetgeen, naast tal van andere kenmerken, de streek onderscheidt van andere streken. Een nadeel van de afbakening in deze studie is dat ze beperkt is tot het Vlaamse Gewest en dus indirect toch gebonden aan administratieve grenzen; immers, diezelfde structuurdragende matrix van heuvels en boscomplexen stopt niet aan de gewestgrens maar gaat in realiteit gewoon door in Waals-Brabant.

## Toeristische regio in Waals-Brabant

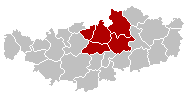
Toeristische regio "Ardennes Brabançonnes"

Volgens een tweede definitie is de Brabantse Ardennen een streek in het centraal-noordelijke deel van de Belgische provincie Waals-Brabant. Het omvat het gebied van de gemeenten:
- Chaumont-Gistoux
- Graven (Grez-Doiceau)
- Ottignies-Louvain-la-Neuve
- Rixensart
- Waver (Wavre)

Deze vijf gemeenten hebben zich gegroepeerd op basis van een aantal geografische kenmerken om zich toeristisch te profileren, onder de paraplu van het Maison du Tourisme des Ardennes Brabançonnes.

## Traditionele landschapseenheid in Waals-Brabant
De studie en afbakening van Vlaamse landschappen door Marc Antrop heeft een Waalse tegenhanger, genaamd "Les territoires paysagers de Wallonie", onder leiding van C. Feltz. Hierin wordt een gebied afgebakend met identiek dezelfde eigenschappen als gedefinieerd door Antrop voor de (Vlaams-)Brabantse Ardennen, maar ze noemen dit in hun studie Ensemble des Vallonnements Brabançons (vert. Geheel van Brabantse Golvingen).

## Varia
Er is ook een Waals-Brabantse politiezone genaamd Zone de police Ardennes Brabançonnes. De zone omvat vier gemeenten, waarvan er slechts twee overlappen met de geografische regio (Chaumont-Gistoux en Graven), en twee gemeenten ten oosten hiervan (Bevekom en Incourt).